# IC 1075
IC 1075 је спирална галаксија у сазвјежђу Волар која се налази на листи објеката дубоког неба у Индекс каталогу.
Деклинација објекта је + 18° 6' 21" а ректасцензија 14h 54m 49,2s. Привидна величина (магнитуда) објекта IC 1075 износи 14,0 а фотографска магнитуда 14,8. IC 1075 је још познат и под ознакама UGC 9593, MCG 3-38-53, CGCG 105-69, KCPG 444A, DRCG 31-8, PGC 53314.